# 南谷龍
南谷 龍（みなみだに りゅう、1949年1月18日 - ）は、日本の歌手、作曲家、編曲家。血液型はAB型。福井県出身。福井県立三国高校卒業。2000年にレーベルRYUZU MUSIC発足。

## 来歴・人物
- 1967年4月 -  福井県立三国高校卒業後、警視庁警察学校入校
- 1968年4月 -  葛飾区警視庁本田警察署配属
- 1968年9月 -  作曲家 米山正夫に師事
- 1968年11月 -  警視庁第九機動隊転属
- 1971年9月 -  警視庁退庁
- 1972年12月 -  グリーンアートセンター所属 畠山みどり公演の前座等活動
- 1975年10月 -  ハワイアンバンド「ポス宮崎とコニー・アイランダース」のリードボーカル担当
- 1979年4月 -  歌謡コーラスバンド「ロマンスファイブ」結成
- 1986年4月 -  リューズミュージック（有）発足
- 1988年6月 -  横浜伊勢佐木町にて南谷 龍歌謡学院を開設
- 1990年4月 -  作曲、編曲家として始動、幾多の作品を手掛ける。
- 1995年9月 -  南谷 龍集大成として幾多のホールにてラストコンサート
- 2000年4月 -  インディーズレーベル（RYUZU MUSIC）を発足。現在まで100人近くのCD制作を手掛ける。代表作 金田たつえ 「雪蛍」「髪切り夢屋」「泣き達磨」「帰郷」「巣鴨地蔵通り」
- 2011年11月 - 唐沢亮ファーストミニアルバム「歌う門には福来る」プロデュース

## ディスコグラフィー

### シングル
- 1971年12月 -  追いかけて（日本ウインザー）
- 1972年9月 -  北陸慕情（日本ウインザー）
- 1973年4月 -  心 労（ポリドールレコード）
- 1973年10月 -  孤 狼（ポリドールレコード）
- 1974年9月 -  風花の宿（EMIミュージック・ジャパン）
- 1987年9月 -  地獄の子守唄（ビクターエンタテインメント）
- 1992年4月 -  雨の長崎しのび逢い（ビクターエンターテイメント）

### アルバム
- 1992年1月 -  ふるさと演歌（作詞・作曲・編曲・ 歌　南谷 龍、全12曲）
- 2012年12月 - 集大成アルバムCD（リューズミュージック、全64曲）